# Muricopsis matildae
Muricopsis matildae је пуж из реда Neogastropoda и фамилије Muricidae. 

## Угроженост
Подаци о распрострањености ове врсте су недовољни.

## Распрострањење
Сао Томе и Принципе је једино познато природно станиште врсте.